# Željko Kostić
Željko Kostić (...) è un giocatore di football americano serbo, che gioca nel ruolo di runningback per i Belgrade Blue Dragons.